# Tigisti
Tigisti es una película coproducción de Estados Unidos y Eritrea, dirigida por Daniel Tesfamariam sobre el guion de Berhane Gebru que se estrenó el 13 de abril de 2012 en el marco del Festival Internacional de Cine de Houston. Fue filmada en Asmara, Eritrea y en estudios de Houston y tuvo como actores principales a Amlesom Abraha, Saron Bereket, Saleh Saeed Rizkey y Yonas Woldu.

## Sinopsis
Tigisti, una joven huérfana para quien su empleo es absolutamente indispensable es la nueva empleada de quien Mr. Fissehaye, un malintencionado hombre de negocios tratará de valerse para librarse de su socio Amanual, pero la inesperada intervención de Zablon, el hijo de Mr Fissehaye provoca un giro a los acontecimientos y hace que pierda el control de la situación.

## Reparto
Intervinieron en la película los siguientes intérpretes:
- Amlesom Abraha ...	Amanuel
- Saron Bereket ...	Tigisti
- Filmon Berhane ... Obrero de la fábrica
- Mereb Estifanos ...	Zaid
- Girmay Gebreleul ...	Doctor
- Wudasie Gebrenegus ...	Ghidey
- Bisirat Gebresilasie ...	Obrero de la fábrica
- Berhane Gebru ...	Obrero de la fábrica
- Nigisti Habtom ...	Senait
- Tesfaldet Kibrom ...	Nahom
- Saleh Saeed Rizkey ...	Zablon
- Rigat Teklu ...	Obrero de la fábrica
- Yonas Woldu ...	Mr. Fishaye

## Premio
La película fue galardonada en el Festival Internacional de Cine de Houston, Estados Unidos.